# Tubo de ondas viajantes

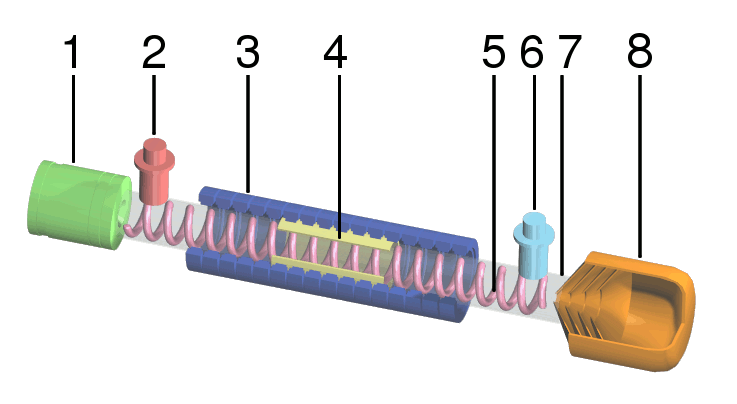
Vista em corte de uma hélice TWT. (1) Pistola de elétrons; (2) entrada RF; (3) Ímãs; (4) Atenuador; (5) Bobina helicoidal; (6) saída de RF; (7) Tubo de vácuo; (8) Coletor

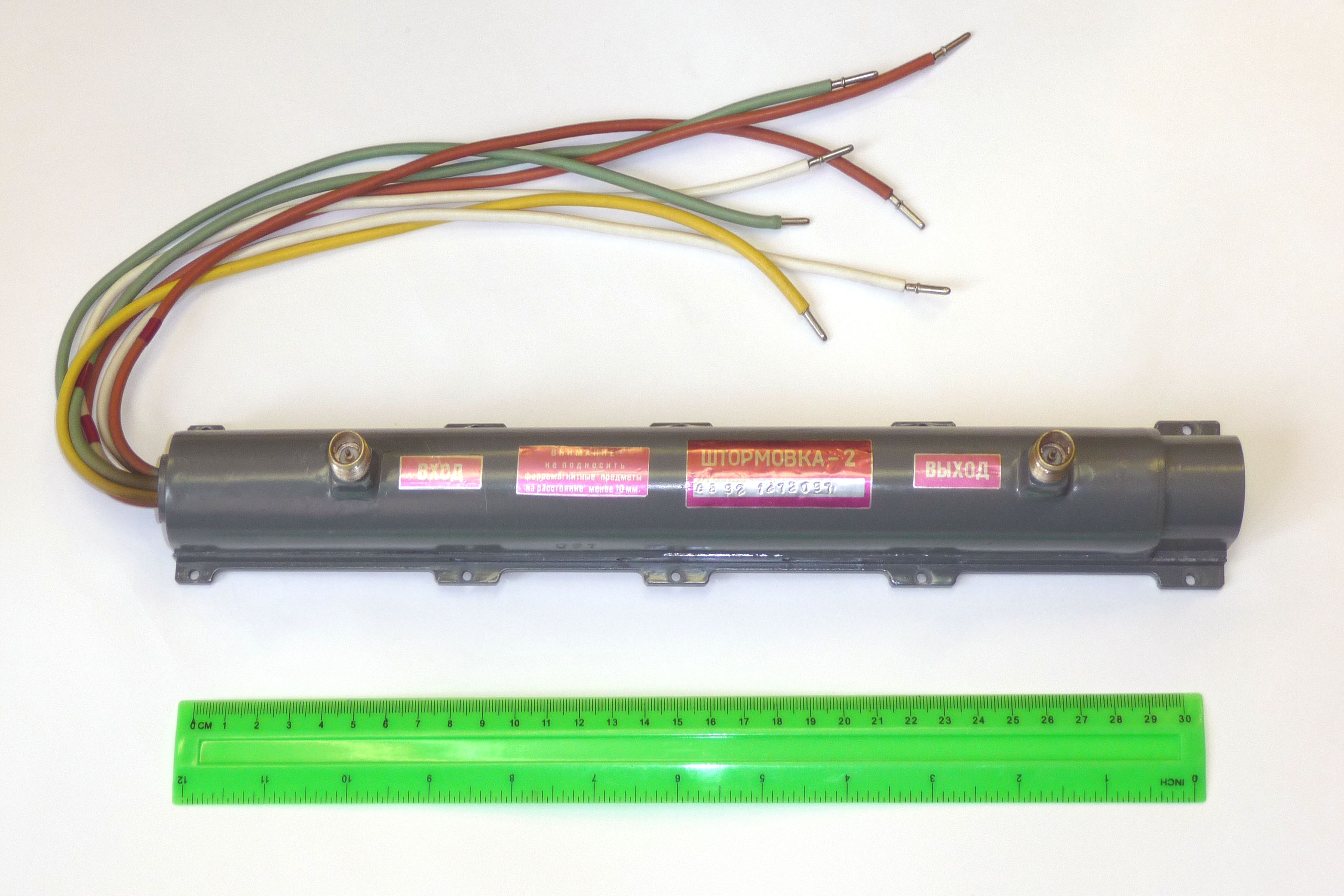
Ruselectronics TWT da década de 1980 usado nos satélites de comunicação russos Gorizont

Um tubo de onda viajante (TWT, traveling-wave tube) ou amplificador de tubo de onda viajante ( TWTA, traveling-wave tube amplifier) é um tubo de vácuo usado em eletrônica para amplificar sinais de radiofrequência (RF) na gama de micro-ondas. O TWT pertence a uma categoria de tubos de "feixe linear", como o klystron, onde a onda de rádio é amplificada pela absorção de energia de um feixe de elétrons à medida que passa pelo tubo. Embora existam vários tipos de TWT, duas categorias principais são: 
- Helix TWT (Hélice TWT) - onde as ondas de rádio interagem com o feixe de elétrons enquanto viajam por uma hélice de arame que envolve o feixe. Estes têm ampla largura de banda, mas a potência de saída é limitada a algumas centenas de watts.[2]
- Coupled cavity TWT (TWT de cavidade acoplada) - onde a onda de rádio interage com o feixe em uma série de ressonadores de cavidade através dos quais o feixe passa. Estes funcionam como amplificadores de potência de banda estreita.

Uma grande vantagem do TWT sobre alguns outros tubos de micro-ondas é sua capacidade de amplificar uma ampla faixa de frequências, ou seja, uma grande largura de banda. A largura de banda da hélice TWT pode ser tão alta quanto duas oitavas, enquanto as versões de cavidade têm larguras de banda de 10 a 20%. As frequências de operação variam de 300MHz a 50GHz. O ganho de potência do tubo é da ordem de 40 a 70 decibéis, e a potência de saída vária de alguns watts a megawatts.
Os TWTs representam mais de 50% do volume de vendas de todos os tubos de vácuo de micro-ondas. Eles são amplamente utilizados como amplificadores de potência e osciladores em sistemas de radar, satélites de comunicação e transmissores de naves espaciais e sistemas de guerra eletrônica.

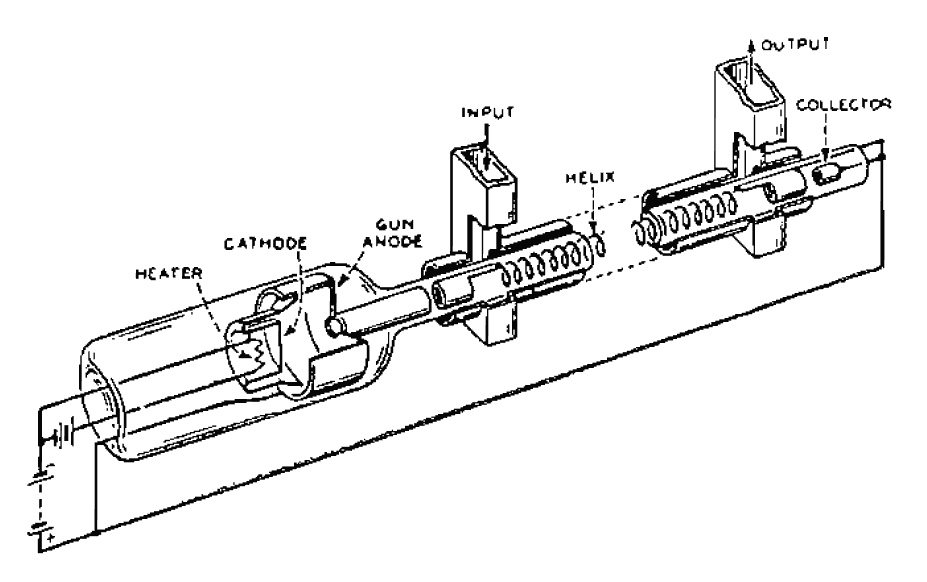
Diagrama de helix TWT

## Um TWT básico
O TWT é um tubo de vácuo alongado com um canhão de elétrons (um cátodo aquecido que emite elétrons) em uma extremidade. Uma voltagem aplicada entre o cátodo e o ânodo acelera os elétrons em direção à extremidade do tubo, e um campo magnético externo ao redor do tubo foca os elétrons em um feixe. Na outra extremidade do tubo os elétrons atingem o "coletor", que os devolve ao circuito.
Enrolado em torno do interior do tubo, fora do caminho do feixe, está uma hélice de fio, normalmente cobre livre de oxigênio. O sinal de RF a ser amplificado é alimentado na hélice em um ponto próximo à extremidade do emissor do tubo. O sinal é normalmente alimentado na hélice por meio de um guia de onda ou bobina eletromagnética colocada em uma extremidade, formando um caminho de sinal unidirecional, um acoplador direcional.
Ao controlar a tensão de aceleração, a velocidade dos elétrons que fluem pelo tubo é definida para ser semelhante à velocidade do sinal de RF que percorre a hélice. O sinal no fio faz com que um campo magnético seja induzido no centro da hélice, onde os elétrons estão fluindo. Dependendo da fase do sinal, os elétrons serão acelerados ou desacelerados à medida que passam pelos enrolamentos. Isso faz com que o feixe de elétrons se "agrupe", conhecido tecnicamente como "modulação de velocidade". O padrão resultante de densidade eletrônica no feixe é um análogo do sinal de RF original.
Como o feixe está passando pela hélice enquanto viaja, e esse sinal varia, causa indução na hélice, amplificando o sinal original. No momento em que atinge a outra extremidade do tubo, esse processo teve tempo de depositar uma energia considerável de volta à hélice. Um segundo acoplador direcional, posicionado próximo ao coletor, recebe uma versão amplificada do sinal de entrada da extremidade mais distante do circuito de RF. Atenuadores colocados ao longo do circuito de RF impedem que a onda refletida viaje de volta ao cátodo.
Os TWTs de hélice de maior potência geralmente contêm cerâmica de óxido de berílio como uma haste de suporte de hélice e, em alguns casos, como um coletor de elétrons para o TWT devido às suas propriedades elétricas, mecânicas e térmicas especiais.

## Comparação

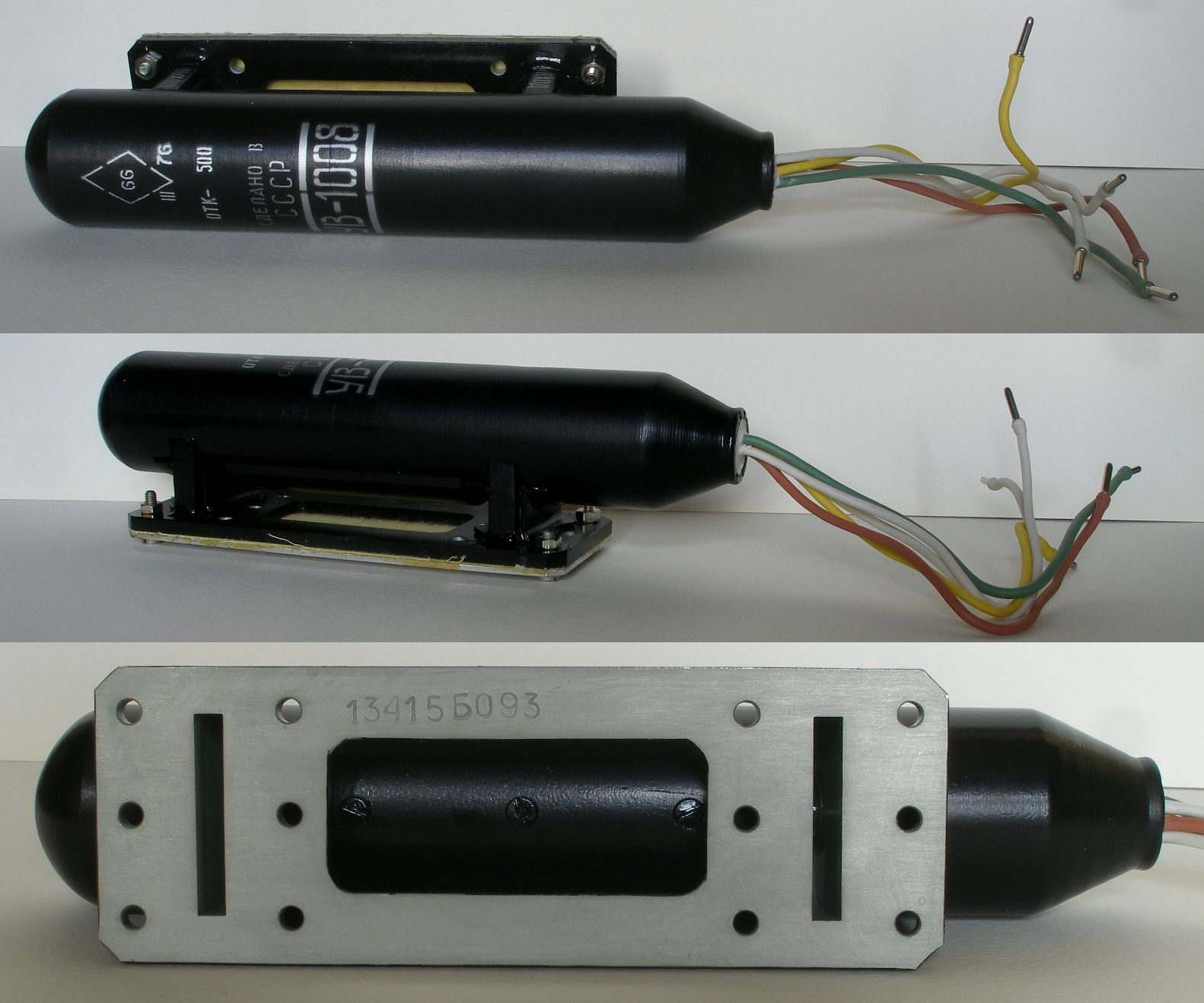
Um TWT Soviético UV-1008 (УВ-1008) de 1976, com entrada e saída de guia de onda

Existem vários tubos amplificadores de RF que operam de maneira semelhante ao TWT, conhecidos coletivamente como tubos modulados por velocidade. O exemplo mais conhecido é o klystron. Todos esses tubos usam o mesmo "agrupamento" básico de elétrons para fornecer o processo de amplificação e diferem amplamente em qual processo faz com que a modulação de velocidade ocorra.
No klystron, o feixe de elétrons passa por um orifício em uma cavidade ressonante que está conectada ao sinal de RF da fonte. O sinal no instante em que os elétrons passam pelo buraco faz com que eles sejam acelerados (ou desacelerados). Os elétrons entram em um "tubo de deriva" no qual os elétrons mais rápidos ultrapassam os mais lentos, criando os cachos, após os quais os elétrons passam por outra cavidade ressonante da qual a potência de saída é retirada. Como o processo de classificação por velocidade leva tempo, o tubo de derivação geralmente deve ter vários pés de comprimento.

## TWT de cavidade acoplada
Helix TWTs são limitados em potência de RF de pico pelo manuseio atual (portanto, espessura) do fio helicoidal. À medida que o nível de potência aumenta, o fio pode superaquecer e fazer com que a geometria da hélice deforme. A espessura do fio pode ser aumentada para melhorar as coisas, mas se o fio for muito grosso torna-se impossível obter o passo de hélice necessário para uma operação adequada. Normalmente, os TWTs de hélice atingem menos de 2,5kW de potência de saída.
O TWT de cavidade acoplada (Coupled-cavity TWT) supera esse limite substituindo a hélice por uma série de cavidades acopladas dispostas axialmente ao longo da viga. Essa estrutura fornece um guia de ondas helicoidal, portanto, a amplificação pode ocorrer via modulação de velocidade. Guias de ondas helicoidais têm dispersão muito não linear e, são apenas de banda estreita (mas mais largas que klystron ). Um TWT de cavidade acoplada pode atingir 60kW de potência de saída.
A operação é semelhante à de um klystron, exceto que os TWTs de cavidade acoplada são projetados com atenuação entre a estrutura de onda lenta em vez de um tubo de deriva. A estrutura de ondas lentas dá ao TWT sua ampla largura de banda. Um laser de elétrons livre permite frequências mais altas.

## Amplificador de tubo de onda viajante
Um TWT integrado com uma fonte de alimentação regulada e circuitos de proteção é referido como um amplificador de tubo de onda viajante (abreviado de TWTA). É usado para produzir sinais de radiofrequência de alta potência. A largura de banda de um TWTA de banda larga pode ser tão alta quanto uma oitava,  embora existam versões sintonizadas (banda estreita); frequências de operação variam de 300 MHz a 50 GHz.
Um TWTA consiste em um tubo de onda viajante acoplado com seus circuitos de proteção (como no klystron) e um condicionador de energia eletrônico (EPC) de fonte de alimentação regulada, que pode ser fornecido e integrado por um fabricante diferente. A principal diferença entre a maioria das fontes de alimentação e as de tubos de vácuo é que os tubos de vácuo eficientes têm coletores deprimidos para reciclar a energia cinética dos elétrons, de modo que o enrolamento secundário da fonte de alimentação precisa de até 6 saidas, das quais a tensão da hélice precisa de regulação precisa. A adição posterior de um linearizador (como para o tubo de saída indutivo) pode, por compensação complementar, melhorar a compressão de ganho e outras características do TWTA; essa combinação é chamada de TWTA linearizado (LTWTA).
Os TWTAs de banda larga geralmente usam um TWT helicoidal e atingem menos de 2,5kW de potência de saída. TWTAs usando um TWT de cavidade acoplada podem atingir 15kW de potência de saída, mas à custa de uma largura de banda mais estreita.

## Usos
Os TWTAs são comumente usados como amplificadores em transponder de satélite, onde o sinal de entrada é muito fraco e a saída precisa ser de alta potência.
Um TWTA cuja saída aciona uma antena é um tipo de transmissor. Os transmissores TWTA são usados extensivamente em radar, particularmente em sistemas de radar de controle de fogo aéreo, e em sistemas de guerra eletrônica e autoproteção. Em tais aplicações, uma grade de controle é normalmente introduzida entre o canhão de elétrons do TWT e a estrutura de ondas lentas para permitir a operação pulsada. O circuito que aciona a grade de controle é geralmente chamado de modulador de grade.